# Cessna Citation
Cessna Citation est un nom commercial utilisé par le constructeur aéronautique américain Cessna pour sa ligne de jets d'affaires depuis 1969. Plutôt qu'un modèle particulier d'avion, le nom s'applique à plusieurs « familles » d'avions à réaction produits au fil des années. Les versions militaires comprennent les séries T-47 et UC-35. Cette ligne doit son nom à un cheval, Citation, l'un des plus célèbres champions de l'histoire des courses américaines. 
Plus de 30 modèles Citation ont été certifiés en 2022. six modèles sont en production à cette date, dont le Citation M2 Gen2, le Citation CJ3+, le Citation CJ4 Gen2, le Citation XLS Gen2, le Citation Latitude et le Citation Longitude. 
Le 8000e avion de cette famille est livré le 15 février 2022. La flotte mondiale de Citation a enregistré plus de 41 millions d'heures de vol à cette date.

## La famille Citation
Les modèles commercialisés en 2025 sont désignés en gras :
- Citation I (Modèle 500)
  - Citation II (Modèle 550) dérivé du Citation I
    - Citation Bravo

  - Citation V (Modèle 560) dérivé du Citation II
    - Citation Ultra
    - Citation Encore
- Citation III (Modèle 650) de conception entièrement nouvelle
  - Cessna Citation IV
  - Cessna Citation VI
  - Cessna Citation VII
- Citation X (Modèle 750)
  - Citation X+
- Citation Excel (Modèle 560XL) combinant le fuselage du Citation X, les ailes du Citation Ultra et l’empennage du Citation V
  - Citation XLS
  - Citation XLS+
  - Citation Ascend
- Citation Sovereign (Modèle 680)
  - Citation Sovereign +
- CitationJet (Modèle 525)
  - Citation CJ1
    - Citation CJ1+
    - Citation M2
    - Citation M2 Gen2
    - Citation M2 Gen3

  - Citation CJ2 (Modèle 525A)
    - Citation CJ2+

  - Citation CJ3 (Modèle 525B)
    - Citation CJ3+
    - Citation CJ3 Gen2
    - Citation CJ3 Gen3

  - Citation CJ4 (Modèle 525C)
    - Citation CJ4 Gen2
    - Citation CJ4 Gen3
- Citation Mustang (Modèle 510)
- Citation Latitude (Modèle 680A)
- Citation Longitude (Modèle 700)
- Citation Hemisphere (annulé)